# 2021年8月

## 8月1日
- 墨西哥舉行關於起訴前任總統腐敗罪行的公民投票（英语：2021 Mexican corruption trial referendum）。有人質疑這次公投的必要性，亦批評公投題目的措詞含糊。[1]
- 緬甸國家管理委員會任命主席出任總理職務，並將緊急狀態延長到2023年8月[2]。
- 隨著美軍逐漸撤離阿富汗境內，武裝組織塔利班向赫拉特省省會赫拉特與赫爾曼德省省會拉什卡爾加發動攻勢[3]。
- 美國國家足球隊以1比0擊敗墨西哥國家足球隊，贏得2021年美洲金盃冠軍[4]。

## 8月2日
- 拒絕從日本回國的白俄羅斯田徑運動員克里斯季娜·季馬諾夫斯卡婭獲得波兰給予人道簽證。[5]
- 2021年土耳其山火的罹難人數增至8人。[6]
- 有埃塞俄比亞難民和蘇丹人向路透社表示近日在蘇丹境內的塞提特河找到至少30具屍體。有醫生表示死者受槍傷和雙手被綁，他認出其中3名死者是提格雷尼亞人。另有人表示有些屍體被繩綁着但沒有外傷。[7]
- 台风烟花及其引发的山洪在中华人民共和国、日本和菲律宾共造成超过300人死亡。[8]

## 8月3日
- 聯合國表示過去24小時有至少40名平民在阿富汗赫尔曼德省首府拉什卡尔加的戰事中喪生。[9]
- 澳門出現四人家庭式新冠肺炎感染，屬於輸入性案例，當局懷疑其中一名女感染者曾經跟隨學校到西安進行交流為病毒感染源頭。另外，根據澳門新型冠狀病毒感染應變協調中心的評估，澳門面臨新冠病毒肺炎社區傳播及爆發的風險極高，澳門政府根據民防法律制度宣布進入即時預防狀態。[10]
- 伊朗原則主義派當選人易卜拉欣·萊希正式接替任期屆滿的哈桑·出任伊朗總統職務[11]。
- 挪威运动员卡斯滕·瓦霍尔姆在2020年夏季奥林匹克运动会男子400米跨栏比赛中打破世界纪录。[12]

## 8月4日
- 捷克西部發生火車相撞事故，造成3人喪生。[13]
- 2019冠狀病毒病全球確診病例超過兩億人。[14]
- 美國田徑運動員悉妮·麦克劳克林在2020年夏季奧林匹克運動會女子400公尺跨欄比賽中打破世界記錄[15]。

## 8月6日
- 摩爾多瓦議會以61票支持通過納塔利婭·加夫里利策出任摩爾多瓦總理。[16]
- 塔利班佔領阿富汗尼姆鲁兹省首府扎兰季。[17]

## 8月7日
- 拉萨贡嘎机场T3航站楼于8月7日投运。[18]
- 苏丹人民解放运动反对派的敵對派系發生武裝衝突，據報造成至少32人喪生。[19]
- 塔利班佔領阿富汗朱兹詹省首府希比爾甘。[20]

## 8月8日
- 伊斯蘭武裝組織塔利班佔領阿富汗昆都士省首府昆都士、薩爾普勒省首府薩爾普勒和塔哈爾省首府塔卢坎。[21]
- 日本東京國立競技場舉行2020年夏季奧林匹克運動會的。[22]

## 8月9日
- 塔利班佔領阿富汗萨曼甘省首府薩曼甘。[23]

## 8月10日
- 在立陶宛同意台湾方面设立代表处后，8月10日，中国政府宣布召回驻立陶宛大使，并要求立陶宛政府（英语：Government of Lithuania）召回驻中国大使。[24]
- 利昂内尔·梅西离开巴塞罗那，加盟巴黎圣日耳曼。[25]
- 在經歷大規模反政府示威後，古巴政府正式允許該國居民開辦最多100名員工的中小型私營企業[26]。
- 在美國紐約州總檢察長發布有關性醜聞的報告後，宣布將在14天內辭去紐約州州長職務[27]。

## 8月11日
- 在点球大战中7-6战胜，夺得欧洲超级杯冠军。[28]

## 8月12日
- 加拿大商人迈克尔·斯帕弗被以“间谍罪”遭判刑11年有期徒刑：25国的50名驻华外交官，齐集位于北京的加拿大驻华大使馆声援斯帕弗。[29]
- 2021年贊比亞大選進行投票。[30]
- 塔利班占领阿富汗第二大城市坎大哈和第三大城市赫拉特。[31]

## 8月13日
- 塔利班占领阿富汗赫尔曼德省首府拉什卡尔加。[32]

## 8月14日
- 海地首都太子港以西约120公里处发生7.2级地震。[33]
- 塔利班占领阿富汗第4大城市、巴尔赫省首府马扎里沙里夫。[34]

## 8月15日
- 自2003年起發動香港七一大遊行，以及幾乎所有泛民主派遊行的民間人權陣線宣佈因秘書處無法維持運作等問題而解散。[35]
- 阿富汗總統阿什拉夫·加尼·艾哈迈德扎伊逃離首都喀布尔前往塔吉克斯坦。塔利班部隊進入喀布爾。所有離開喀布爾的商業航班暫停。[36]
- 荷蘭籍梅賽德斯-EQ電動方程式車隊車手尼克·德弗里斯贏得世界電動方程式錦標賽冠軍[37]。

## 8月16日
- 馬來西亞首相慕尤丁向最高元首請辭獲接納，隨即獲任命擔任看守首相直至新首相上任。[38]
- 尚比亞国家发展统一党候選人哈凱恩德·希奇萊馬在2021年大選中擊敗埃德加·倫古當選總統[39]。

## 8月17日
- 阿富汗伊斯蘭共和國第一副總統阿姆魯拉·薩利赫宣稱按阿富汗憲法繼任為看守總統，並於潘傑希爾峽谷組建反塔利班陣線[40]。
- 美國國家點火設施於8月8日進行的一次實驗從氫燃料球的核聚变產生1.35百萬焦耳的能量，是射向氫燃料球的激光能量的大約70%。消息於8月17日公佈，有相關的科學家表示這是核聚變領域的一個巨大進展。[41][42][43]

## 8月19日
- 塔利班官方正式宣布重建“阿富汗伊斯兰酋长国”。[44]

## 8月20日
- 马来西亚最高元首委任依斯迈沙比里為馬來西亞第九任首相，後者將於8月21日宣誓就任。[45]
- 第十三届全国人民代表大会常务委员会第三十次会议审议通过新修订的《中华人民共和国兵役法》，将“坚持以习近平新时代中国特色社会主义思想为指导”，“贯彻习近平强军思想”，“贯彻新时代军事战略方针”列入法律，并首次明确将志願役作为主要兵源[46]。

## 8月22日
- 瑞典首相斯特凡·勒文宣布將在2021年11月辭去首相和社會民主工人黨領袖的職務[47]。

## 8月23日
- 法國總統同意將民權運動歌手約瑟芬·貝克入祀先賢祠，也是首位進入先賢祠的非洲裔女性[48]。

## 8月24日
- 因多項反人類罪行罪名被判無期徒刑的前乍得總統侯賽因·哈布雷在塞內加爾逝世，終年79歲[49]。
- 日本東京國立競技場舉行2020年夏季開幕式，總共有162個代表團參與[50]。
- 尚比亞當選總統哈凱恩德·希奇萊馬在首都宣誓就職，接替埃德加·倫古的總統職務[51]。
- 阿爾及利亞外長拉姆丹·拉馬姆拉（英语：Ramtane Lamamra）宣布，由於摩洛哥長期奉行針對阿爾及利亞的「敵對政策」，阿爾及利亞決定即日起斷絕與摩洛哥的外交關係[52]。

## 8月26日
- 香港最後一名泛民主派立法會議員鄭松泰無法通過選委會資格審查，即時喪失立法會議席。[53][54]
- 阿富汗首都喀布尔哈米德·卡尔扎伊国际机场发生自杀式炸弹袭击，至少造成103人死亡，200多人受伤，伤者包括阿富汗民众、外国军队及塔利班武装人员。加拿大、比利时、丹麦、俄罗斯和荷兰旋即暂停撤离行动[55]。

## 8月27日
- 中国税务部门对演员郑爽偷逃税一案作出处理，对其追缴税款和罚款共2.99亿元。[56]

## 8月30日
- 国家新闻出版署下发《关于进一步严格管理 切实防止未成年人沉迷网络游戏的通知》，将中国大陆未成年人获得网络游戏服务的规定时间压缩至周五、周六、周日和法定节假日每日20时至21时[57]。
- 联合国环境规划署宣佈，使用含鉛汽油的時代正式終結[58]。
- 颶風艾達襲擊美國墨西哥灣沿岸地區和中大西洋州份，造成至少50人死亡。
- 在塔利班佔領阿富汗首都喀布爾後，美國國防部宣布完成美軍部隊全面撤出阿富汗的撤軍行動[59]。

## 8月31日
- 愛沙尼亞國會推選改革黨與中間黨聯盟提名的阿拉爾·卡里斯為新任總統[60]。